# Белмонте Медзаньо
Белмо̀нте Медза̀ньо (на италиански: Belmonte; на сицилиански: Bellumonti, Белумунти, на местен диалект u Mezzagnu, у Мидзаньу) е град и община в Южна Италия, провинция Палермо, автономен регион и остров Сицилия. Разположен е на 356 m надморска височина. Населението на общината е 11 206 души (към 2011 г.).